# Conill nan de Rio de Janeiro
El conill nan de Rio de Janeiro (Sylvilagus tapetillus) és una espècie possiblement extinta de conill del gènere Sylvilagus. És endèmic de Rio de Janeiro (Brasil). El seu hàbitat natural són les zones de terreny muntanyós amb herba abundant prop de rierols. Té una llargada de cap a gropa de 295 mm, la cua molt curta i un pes de 476–1.127 g. El seu nom específic, tapetillus, significa 'tapeti petit' en llatí.